# Championnat d'Europe de baseball 2012
Navigation
2010 2014
Le Championnat d'Europe de baseball 2012 est la 32e édition de cette épreuve mettant aux prises les meilleures sélections européennes. La phase finale se tient du 7 au 16 septembre aux Pays-Bas dans les villes d'Amsterdam, Haarlem et Rotterdam.
L'Italie conserve son titre avec une victoire 8-3 en finale sur les Pays-Bas .

## Formule de l'épreuve
La phase finale fait suite à des tournois qualificatifs permettant d'accéder à cette compétition. Les formations classées entre le premier et le septième rang lors de l'édition précédente disputée en 2010 sont exemptes de tournoi qualificatif et sont directement qualifiées en phase finale. Les vainqueurs des cinq tournois qualificatifs qui se sont tenus à Anvers, Barcelone, Krymsk, Tel-Aviv et Zagreb du 25 au 30 juillet 2010 complètent le plateau.

## Participants
| Tournoi qualificatif                       | Qualifié(s)                                               |
| ------------------------------------------ | --------------------------------------------------------- |
| Championnat d'Europe 2010                  | Allemagne France Grèce Italie Pays-Bas Suède Rép. tchèque |
| Tour de qualification - Poule d'Anvers     | Belgique                                                  |
| Tour de qualification - Poule de Barcelone | Espagne                                                   |
| Tour de qualification - Poule de Krymsk    | Russie                                                    |
| Tour de qualification - Poule de Tel Aviv  | Royaume-Uni                                               |
| Tour de qualification - Poule de Zagreb    | Croatie                                                   |

## Phase de poules
Le programme de la compétition est dévoilé le vendredi 18 novembre 2011 par la CEB.

### Poule A
| 7 septembre 2012 | Espagne | 10 - 0 Boxscore | Grèce | Haarlem Affluence: 235 |

| 7 septembre 2012 | Suède | 14 - 1 Boxscore | Russie | Utrecht Affluence: 70 |

| 7 septembre 2012 | Croatie | 0 - 16 Boxscore | Italie | Haarlem Affluence: 175 |

| 8 septembre 2012 | Russie | 1 - 10 Boxscore | Espagne | Haarlem Affluence: 80 |

| 8 septembre 2012 | Grèce | 7 - 2 Boxscore | Croatie | Rotterdam Affluence: 360 |

| 8 septembre 2012 | Italie | 8 - 1 Boxscore | Suède | Haarlem Affluence: 250 |

| 9 septembre 2012 | Suède | 4 - 2 Boxscore | Croatie | Haarlem Affluence: 125 |

| 9 septembre 2012 | Italie | 4 - 3 Boxscore | Espagne | Haarlem Affluence: 165 |

| 9 septembre 2012 | Grèce | 9 - 5 Boxscore | Russie | Utrecht Affluence: 40 |

| 10 septembre 2012 | Croatie | 8 - 4 Boxscore | Russie | Utrecht Affluence: 55 |

| 10 septembre 2012 | Suède | 1 - 13 Boxscore | Espagne | Rotterdam Affluence: 200 |

| 10 septembre 2012 | Italie | 7 - 0 Boxscore | Grèce | Haarlem Affluence: 80 |

| 11 septembre 2012 | Espagne | 6 - 0 Boxscore | Croatie | Utrecht Affluence: 36 |

| 11 septembre 2012 | Grèce | 3 - 5 Boxscore | Suède | Haarlem Affluence: 270 |

| 11 septembre 2012 | Russie | 0 - 10 Boxscore | Italie | Haarlem Affluence: 75 |

| Pl. | Équipe  | J | V | D | %     |
| --- | ------- | - | - | - | ----- |
| 1   | Italie  | 5 | 5 | 0 | 1.000 |
| 2   | Espagne | 5 | 4 | 1 | 0.800 |
| 3   | Suède   | 5 | 3 | 2 | 0.600 |
| 4   | Grèce   | 5 | 2 | 3 | 0.400 |
| 5   | Croatie | 5 | 1 | 4 | 0.200 |
| 6   | Russie  | 5 | 0 | 5 | 0.000 |

### Poule B
| 7 septembre 2012 | Tchéquie | 4 - 5 Boxscore | Allemagne | Rotterdam Affluence: 370 |

| 7 septembre 2012 | France | 3 - 1 Boxscore | Grande-Bretagne | Utrecht Affluence: 80 |

| 7 septembre 2012 | Belgique | 0 - 17 Boxscore | Pays-Bas | Rotterdam Affluence: 2000 |

| 8 septembre 2012 | Allemagne | 10 - 2 Boxscore | Belgique | Utrecht Affluence: 535 |

| 8 septembre 2012 | Grande-Bretagne | 6 - 1 Boxscore | Tchéquie | Utrecht Affluence: 259 |

| 8 septembre 2012 | Pays-Bas | 15 - 0 Boxscore | France | Rotterdam Affluence: 2115 |

| 9 septembre 2012 | France | 9 - 8 Boxscore | Belgique | Utrecht Affluence: 125 |

| 9 septembre 2012 | Pays-Bas | 2 - 3 Boxscore | Tchéquie | Rotterdam Affluence: 2400 |

| 9 septembre 2012 | Allemagne | 6 - 1 Boxscore | Grande-Bretagne | Rotterdam Affluence: 350 |

| 10 septembre 2012 | France | 0 - 6 Boxscore | Tchéquie | Haarlem Affluence: 175 |

| 10 septembre 2012 | Belgique | 10 - 7 Boxscore | Grande-Bretagne | Utrecht Affluence: 270 |

| 10 septembre 2012 | Pays-Bas | 10 - 0 Boxscore | Allemagne | Rotterdam Affluence: 2200 |

| 11 septembre 2012 | Allemagne | 8 - 3 Boxscore | France | Rotterdam Affluence: 175 |

| 11 septembre 2012 | Tchéquie | 12 - 3 Boxscore | Belgique | Utrecht Affluence: 125 |

| 11 septembre 2012 | Grande-Bretagne | 2 - 11 Boxscore | Pays-Bas | Rotterdam Affluence: 2000 |

| Pl. | Équipe       | J | V | D | %     |
| --- | ------------ | - | - | - | ----- |
| 1   | Pays-Bas     | 5 | 4 | 1 | 0.800 |
| 2   | Allemagne    | 5 | 4 | 1 | 0.800 |
| 3   | Rép. tchèque | 5 | 3 | 2 | 0.600 |
| 4   | France       | 5 | 2 | 3 | 0.400 |
| 5   | Belgique     | 5 | 1 | 4 | 0.200 |
| 6   | Royaume-Uni  | 5 | 1 | 4 | 0.200 |

## Phase finale
L'équipe recevant est désignée par un tirage au sort.

### Match pour la11eplace
| 12 septembre 2012 | Russie | 2 - 6 Boxscore | Grande-Bretagne | Rotterdam Affluence: 115 |

### Match pour la9eplace
| 12 septembre 2012 | Belgique | 3 - 2 Boxscore | Croatie | Haarlem Affluence: 175 |

### Match pour la7eplace
| 12 septembre 2012 | France | 5 - 9 Boxscore | Grèce | Utrecht Affluence: 65 |

### Poule finale
Les résultats du premier tour entre les équipes du même groupe sont conservés pour la poule finale.
| 13 septembre 2012 | Espagne | 6 - 5 Boxscore | Tchéquie | Haarlem Affluence: 580 |

| 13 septembre 2012 | Italie | 3 - 0 Boxscore | Allemagne | Haarlem Affluence: 195 |

| 13 septembre 2012 | Suède | 1 - 17 Boxscore | Pays-Bas | Rotterdam Affluence: 1300 |

| 14 septembre 2012 | Allemagne | 10 - 3 Boxscore | Suède | Rotterdam Affluence: 125 |

| 14 septembre 2012 | Pays-Bas | 2 - 0 Boxscore | Espagne | Rotterdam Affluence: 1415 |

| 14 septembre 2012 | Tchéquie | 0 - 3 Boxscore | Italie | Haarlem Affluence: 100 |

| 15 septembre 2012 | Tchéquie | 6 - 5 Boxscore | Suède | Haarlem Affluence: 175 |

| 15 septembre 2012 | Allemagne | 4 - 3 Boxscore | Espagne | Haarlem Affluence: 1485 |

| 15 septembre 2012 | Italie | 6 - 8 Boxscore | Pays-Bas | Rotterdam Affluence: 175 |

| Pl. | Équipe       | J | V | D | %     |
| --- | ------------ | - | - | - | ----- |
| 1   | Italie       | 5 | 5 | 0 | 1.000 |
| 2   | Pays-Bas     | 5 | 3 | 2 | 0.600 |
| 3   | Espagne      | 5 | 3 | 2 | 0.600 |
| 4   | Allemagne    | 5 | 2 | 3 | 0.400 |
| 5   | Rép. tchèque | 5 | 2 | 3 | 0.400 |
| 6   | Suède        | 0 | 0 | 5 | 0.000 |

#### Finale
| 16 septembre 2012 | Italie | 8 - 3 Boxscore | Pays-Bas | Rotterdam Affluence: 4000 |

## Classement
| Pl. | Sélection    |
| --- | ------------ |
|     | Italie       |
|     | Pays-Bas     |
|     | Espagne      |
| 4   | Allemagne    |
| 5   | Rép. tchèque |
| 6   | Suède        |
| 7   | Grèce        |
| 8   | France       |
| 9   | Belgique     |
| 10  | Croatie      |
| 11  | Royaume-Uni  |
| 12  | Russie       |

## Récompenses
Voici les joueurs récompensés à l'issue du tournoi:
| Récompense                          | Joueur               |
| ----------------------------------- | -------------------- |
| MVP                                 | Lorenzo Avagnina     |
| Meilleure moyenne au bâton          | Paco Figueroa (,600) |
| Plus de victoires                   | Luca Panerati (2)    |
| Meilleure moyenne de points mérités | Luca Panerati (0,00) |
| Plus de coups de circuits           | Kai Gronauer         |
| Plus de points produits             | Dewis Navarro        |
| Plus de points marqués              | Paco Figueroa        |
| Plus de bases volées                | Kalian Sams          |
| Meilleur défenseur                  | Nick Urbanus         |